# HNoMS Svenner (G03)
«Свеннер» (норв. KNM Svenner (G03) — військовий корабель, ескадрений міноносець типу «S» Королівських ВМС Норвегії часів Другої світової війни.
Ескадрений міноносець «Свеннер» був закладений 5 листопада 1941 року на верфі компанії Scotts Shipbuilding and Engineering Company у Гріноку під назвою «Шарк». 1 червня 1943 року він був спущений на воду, а 11 березня 1944 року увійшов до складу Королівських ВМС Норвегії.
6 червня 1944 року норвезький есмінець «Свеннер» брав участь в операції «Оверлорд» і був потоплений німецькими міноносцями «Фальке», «Мьове», «Ягуар» і T28 біля плацдарму «Сорд» під час висадки британського десанту в Нормандії. Він був уражений торпедами, розвалився навпіл та швидко затонув. 32 норвезьких та 1 британський члени екіпажу загинули, 185 (у тому числі 15 поранених) були врятовані іншими кораблями союзників. Есмінець став єдиним кораблем західних союзників, що загинув при вторгненні унаслідок контратак кораблів Крігсмаріне.